# Súa (Esmeraldas)
Súa ist eine Ortschaft und eine Parroquia rural („ländliches Kirchspiel“) im Kanton Atacames der ecuadorianischen Provinz Esmeraldas. Die Parroquia besitzt eine Fläche von 71,02 km². Die Einwohnerzahl lag im Jahr 2010 bei 3449.

## Lage
Die Parroquia Súa liegt an der Pazifikküste im Nordwesten von Ecuador. Die Ortschaft Súa befindet sich 3,5 km westsüdwestlich vom Kantonshauptort Atacames an der Mündung des Flüsschens Río Súa. Nordwestlich vom Ort Súa befindet sich das Kap "Punta Súa" mit dem vorgelagerten Eiland "Isla de los Pájaros". Die Fernstraße E15 (Esmeraldas–Manta) führt südlich an Súa vorbei. Die Parroquia besitzt einen 5 km langen Küstenabschnitt. Das Verwaltungsgebiet umfasst das Einzugsgebiet des Río Súa und reicht als schmaler Streifen etwa 21,5 km ins Landesinnere nach Süden. Im äußersten Süden erreicht das Gebiet eine maximale Höhe von 240 m.
Die Parroquia Súa grenzt im Nordosten an die Parroquia Atacames, im Osten an die Parroquia La Unión, im äußersten Süden an die Parroquia Muisne (Kanton Muisne) sowie im Westen an die Parroquia Tonchigüe.

## Allgemeines
Súa ist ein Touristenort mit Sandstrand.

## Orte und Siedlungen
Zum Hauptort Súa gehören folgende Barrios urbanos: Buenos Aires, Nuevo Porvenir, Nuevo Súa, El Manglar, 8 de Diciembre, Luz de América, Brisas del Mar, La Primavera, Ciudadela Illescas und El Mangal. Ferner gibt es in der Parroquia noch die folgenden Recintos rurales: 7 de Agosto, Guachal, Muchin, Angostura und Cascajal.

## Geschichte
Die Parroquia Súa wurde am 24. November 1955 gegründet.